# Canton de Nontron
Le canton de Nontron est une ancienne division administrative française située dans le département de la Dordogne, en région Aquitaine.
Avec le redécoupage cantonal de 2014, Nontron est devenu le bureau centralisateur du canton du Périgord vert nontronnais.

## Historique
Le canton de Nontron est l'un des cantons de la Dordogne créés en 1790, en même temps que les autres cantons français. Il a d'abord été rattaché au district de Nontron avant de faire partie de l'arrondissement de Nontron.
Lorsque le canton de Javerlhac est supprimé par la loi du 8 pluviôse an IX (28 janvier 1801) portant sur la « réduction du nombre de justices de paix », six de ses communes (Le Bourdeix, La Chapelle-Saint-Robert, Hautefaye, Javerlhac, Saint-Martin-le-Pin et Teyjat) sont rattachées au canton de Nontron.

### Redécoupage cantonal de 2014-2015
Par décret du 21 février 2014, le nombre de cantons du département est divisé par deux, avec mise en application aux élections départementales de mars 2015. Le canton de Nontron est supprimé à cette occasion. Ses quinze communes sont alors rattachées au canton du Périgord vert nontronnais, dont le bureau centralisateur reste fixé à Nontron.

## Géographie
Ce canton était organisé autour de Nontron dans l'arrondissement de Nontron. Son altitude variait de 115 m (Javerlhac-et-la-Chapelle-Saint-Robert) à 355 m (Abjat-sur-Bandiat) pour une altitude moyenne de 197 m.
Il était intégré au parc naturel régional Périgord-Limousin, sauf la commune de Connezac.

## Représentation

### Conseillers généraux de 1833 à 2015
Avant 1833, les conseillers généraux étaient désignés, et ne représentaient pas un canton déterminé.
| Période | Période          | Identité                                  | Étiquette             | Qualité |
| ------- | ---------------- | ----------------------------------------- | --------------------- | --- |
| 1833    | 1834 (démission) | Geoffroy Couvrat-Desvergnes               |                       | Secrétaire de la mairie de Nontron |
| 1834    | 1839             | Thomas Dusolier                           | Droite libérale       | Avocat Député (1839-1842, 1846-1849) Ancien maire de Nontron                                                                                   |
| 1839    | 1842             | Jules Delanoue                            |                       | Minéralogiste, propriétaire à Nontron |
| 1842    | 1848             | Louis-Clair de Beaupoil de Sainte-Aulaire | Conservateur          | Ancien député (1815-1816, 1818-1823, 1827-1829) ) Pair de France, membre de l'Académie Française, ambassadeur à Londres Propriétaire à Nontron |
| 1848    | 1852             | Jean-Jacques Jollivet                     | Gauche                | Médecin à Nontron Représentant du peuple (1849-1851)                                                                                           |
| 1852    | 1880             | Louis François Mazerat,                   | Centre droit          | Avocat - Maire de Nontron Député (1871-1876)                                                                                                   |
| 1880    | 1910             | Alcide Dusolier                           | Républicain           | Journaliste, ancien secrétaire de Léon Gambetta Député (1881-1885) Sénateur (1885-1912)                                                        |
| 1910    | 1919             | François Bosselut                         | Rad.                  | Médecin Conseiller municipal de Nontron |
| 1919    | 1928             | Jean Paul Filhoud-Lavergne                | RG                    | Exploitant agricole Maire de Piégut-Pluviers puis d'Abjat-sur-Bandiat Député (1928-1932)                                                       |
| 1928    | 1940             | Armand Lathière-Lavergne                  | Rad.                  | Médecin Maire de Nontron |
|         |                  |                                           |                       | |
| 1945    | 1949             | Armand Lathière-Lavergne                  | Rad.                  | Médecin Maire de Nontron |
| 1949    | 1954 (décès)     | René Coussy (1877-1954)                   | RGR                   | Agriculteur - Maire de Saint-Martin-le-Pin, ancien conseiller d'arrondissement (1913-1940)                                                     |
| 1954    | 1979             | Henri Laforest                            | Rad. puis CD puis UDF | Avocat Maire de Nontron (1953-1977) Député (1951-1958) Secrétaire d'État (1955-1957) Ancien conseiller général du canton de Mareuil            |
| 1979    | 2011             | René Dutin                                | PCF                   | Agriculteur Député (1997-2002) Maire de Saint-Estèphe (1965-2001)                                                                              |
| 2011    | 2015             | Pascal Bourdeau                           | PS                    | Ingénieur territorial Maire de Nontron (2014-2020)                                                                                             |

Cantonales : résultats du scrutin  de 2004 (site du Ministère de l'Intérieur)

### Conseillers d'arrondissement (de 1833 à 1940)
Le canton de Nontron avait deux conseillers d'arrondissement (jusqu'en 1907 et de 1913 à 1925).
| Période                                  | Période      | Identité                                    | Étiquette          | Qualité |
| ---------------------------------------- | ------------ | ------------------------------------------- | ------------------ | --- |
| Les données manquantes sont à compléter. |              |                                             |                    | |
| 1833                                     | 1848         | Pierre Désiré Monfanges                     |                    | Médecin, ancien maire de Nontron |
| 1833                                     | 1861         | François Léon Ribeyrol                      |                    | Propriétaire rentier, ancien maire de Nontron |
| 1848                                     | 1852         | Pierre Myrtil Grolhier                      |                    | Banquier à Nontron |
| 1852                                     |              | Pierre-Henri-Lorenzo Ribault de Laugardière |                    | Avoué, maire de Nontron |
| 1861                                     | 1867         | M. de Laugardière-Ribeyrol                  |                    | Propriétaire à Nontron |
| 1867                                     | 1889 (décès) | Thomas Simon Martin                         | Droite             | Avocat, maire de Nontron de 1864 à 1870 |
| 1883                                     | 1895         | Justin Valade                               | Droite             | Directeur des cultures à Saint-Saud-Lacoussière, propriétaire, maire du Bourdeix                                                                         |
| 1889                                     | 1895         | Henri Marcillaud de Goursac                 | Droite royaliste   | Magistrat, propriétaire du château de Puycheny à Mareuil, et à Nontron                                                                                   |
| 1895                                     | 1907         | André Picaud                                | Républicain        | Médecin, maire de Nontron (1892-1904) |
| 1895                                     | 1907         | Léonard-Siméon Filhoud-Lavergne             | Républicain        | Médecin, maire d'Abjat-sur-Bandiat |
| 1907                                     | 1913         | Daniel Mérillon                             | Républicain modéré | Avocat général à la Cour de cassation, ancien député de la Gironde (1885-1889), Président du Conseil d'arrondissement, propriétaire à Paris et à Nontron |
| 1913                                     | 1919         | Léonard-Siméon Filhoud-Lavergne             | Républicain        | Médecin, maire d'Abjat-sur-Bandiat |
| 1913                                     | 1940         | René Coussy                                 | Radical            | Agriculteur, maire de Saint-Martin-le-Pin |
| 1919                                     | 1925         | Pierre Prévost                              | Radical            | Notaire à Nontron, maire de Savignac-de-Nontron |
| 1940                                     |              |                                             |                    | Les conseils d'arrondissement ont été suspendus par la loi du 12 octobre 1940 et n'ont jamais été réactivés                                              |

## Composition
Le canton de Nontron regroupait quinze communes et comptait 8 874 habitants (population municipale) au 1er janvier 2011.
| Communes                              | Population (2012) | Code postal | Code Insee |
| ------------------------------------- | ----------------- | ----------- | ---------- |
| Abjat-sur-Bandiat                     | 650               | 24300       | 24001      |
| Augignac                              | 839               | 24300       | 24016      |
| Le Bourdeix                           | 246               | 24300       | 24056      |
| Connezac                              | 79                | 24300       | 24131      |
| Hautefaye                             | 118               | 24300       | 24209      |
| Javerlhac-et-la-Chapelle-Saint-Robert | 908               | 24300       | 24214      |
| Lussas-et-Nontronneau                 | 309               | 24300       | 24248      |
| Nontron                               | 3 281             | 24300       | 24311      |
| Saint-Estèphe                         | 590               | 24360       | 24398      |
| Saint-Front-sur-Nizonne               | 148               | 24300       | 24411      |
| Saint-Martial-de-Valette              | 817               | 24300       | 24451      |
| Saint-Martin-le-Pin                   | 293               | 24300       | 24458      |
| Savignac-de-Nontron                   | 194               | 24300       | 24525      |
| Sceau-Saint-Angel                     | 127               | 24300       | 24528      |
| Teyjat                                | 275               | 24300       | 24548      |

## Démographie
| 1962   | 1968   | 1975  | 1982  | 1990  | 1999  | 2006  | 2011  | 2012  |
| ------ | ------ | ----- | ----- | ----- | ----- | ----- | ----- | ----- |
| 10 660 | 10 240 | 9 885 | 9 574 | 9 435 | 9 101 | 9 089 | 8 874 | 8 810 |